# Serdar (dregător)
Serdarii apar în Țara Românească și Moldova în sec. XVII-XVIII, fiind comandanți de oaste în genere și în special de călărime. În sec. XVIII-XIX funcția devine boierească (de rang mijlociu). Cuvântul vine din turcescul serdār.
Au existat un număr de funcții legate de sau înrudite cu cea de serdar:
- Cârcserdár: comandant de poteră sau căpitan de jandarmerie (la turci).
- Serdar de mazili = comandantul călărimii formate din boierii mazili.
- Vel serdar, marele serdar sau serdarul mare = comandant de oaste facând parte dintre boierii de divan.

Cel puțin în prima etapă a existenței acestei funcții în Țările române (sau chiar în spațiile care aparțineau în mod direct Porții Otomane), serdarii veneau din sudul Dunării, fiind în genere greci, evrei spanioli (sefarzi) etc., ca de exemplu Emanuel Giani Ruset, între altele serdar de Chișinău, Basarabia în 1755 și vel serdar în 1756. El a fost de asemenea caimacam de Craiova, capuchehaie, spătar, vel postelnic, dar și domnitor, atât în Țara Românească (oficial între mai 1770 - octombrie 1771, deși a continut să elibereze acte ca domnitor până în 1774), cât și în Moldova (11 mai 1788 - octombrie 1788). A trecut prin politicile vremii luptând în special împotriva Rusiei.